# Rajd Sierra Morena 2025
Rajd Sierra Morena 2025 (42. Rally Sierra Morena - Córdoba Patrimonio de la Humanidad 2025) – 42. Rajd Wysp Kanaryjskich rozgrywany w Hiszpanii od 3 do 6 kwietnia 2025 roku. Była to pierwsza runda Rajdowych Mistrzostw Europy w roku 2025. Rajd został rozegrany na nawierzchni asfaltowej.

## Lista startowa[1]
| Nr                  | Kierowca                  | Pilot                    | Zespół                                   | Samochód               | Opony  |        |        |
| Rally2              | Rally2                    | Rally2                   | Rally2                                   | Rally2                 | Rally2 | Rally2 | Rally2 |
| ------------------- | ------------------------- | ------------------------ | ---------------------------------------- | ---------------------- | ------ | ------ | ------ |
| 1                   | Efrén Llarena             | Sara Fernández           | Efrén Llarena                            | Citroën C3 Rally2      | M      |        |        |
| 2                   | Mikołaj Marczyk           | Szymon Gospodarczyk      | Mikołaj Marczyk                          | Škoda Fabia RS Rally2  | M      |        |        |
| 3                   | Andrea Mabellini          | Virginia Lenzi           | Andrea Mabellini                         | Škoda Fabia RS Rally2  | P      |        |        |
| 4                   | Jon Armstrong             | Shane Byrne              | M-Sport Ford WRT                         | Ford Fiesta Rally2     | P      |        |        |
| 5                   | Simone Tempestini         | Sergiu Itu               | Team MRF Tyres                           | Škoda Fabia RS Rally2  | MR     |        |        |
| 6                   | Mads Østberg              | Torstein Eriksen         | TRT Rally Team                           | Citroën C3 Rally2      | M      |        |        |
| 7                   | Yoann Bonato              | Benjamin Boulloud        | Yoann Bonato                             | Citroën C3 Rally2      | M      |        |        |
| 8                   | Simon Wagner              | Hanna Ostlender          | Kowax DST Racing                         | Hyundai i20 N Rally2   | M      |        |        |
| 9                   | Dominik Stříteský         | Igor Bacigál             | Auto Podbabská Škoda PSG ACCR Team       | Škoda Fabia RS Rally2  | M      |        |        |
| 10                  | Robert Virves             | Jakko Viilo              | Robert Virves                            | Škoda Fabia RS Rally2  | H      |        |        |
| 11                  | Nikolay Gryazin           | Konstantin Aleksandrov   | J2X Rally Team                           | Škoda Fabia RS Rally2  | M      |        |        |
| 12                  | José Antonio Suárez       | Alberto Iglesias Pin     | Recalvi Team                             | Škoda Fabia RS Rally2  | M      |        |        |
| 14                  | Jakub Matulka             | Damian Syty              | Jakub Matulka                            | Škoda Fabia RS Rally2  | M      |        |        |
| 15                  | Martin László             | Viktor Bán               | Topp-Cars Rally Team                     | Škoda Fabia RS Rally2  | M      |        |        |
| 16                  | Philip Allen              | Craig Drew               | Philip Allen                             | Škoda Fabia RS Rally2  | M      |        |        |
| 17                  | Mille Johansson           | Johan Grönvall           | Mille Johansson                          | Škoda Fabia Rally2 evo | H      |        |        |
| 18                  | Jarosław Kołtun           | Ireneusz Pleskot         | J2X Rally Team                           | Škoda Fabia RS Rally2  | M      |        |        |
| 19                  | Stéphane Lefebvre         | Andy Malfoy              | Team MRF Tyres                           | Hyundai i20 N Rally2   | MR     |        |        |
| 20                  | Pepe López                | David Vázquez            | Hyundai Motor España                     | Hyundai i20 N Rally2   | P      |        |        |
| 21                  | James Williams            | Ross Whittock            | Team MRF Tyres                           | Hyundai i20 N Rally2   | MR     |        |        |
| 22                  | Maxime Potty              | Renaud Herman            | Maxime Potty                             | Citroën C3 Rally2      | H      |        |        |
| 23                  | Jos Verstappen            | Renaud Jamoul            | Jos Verstappen                           | Škoda Fabia RS Rally2  | P      |        |        |
| 24                  | András Hadik              | István Juhász            | András Hadik                             | Ford Fiesta Rally2     | P      |        |        |
| 25                  | Unai de la Dehesa         | Daniel Sosa Ojeda        | Citroën Rally Team                       | Citroën C3 Rally2      | P      |        |        |
| 26                  | Roberto Blach Jr.         | Mauro Barreiro           | Roberto Blach Jr.                        | Škoda Fabia RS Rally2  | P      |        |        |
| 27                  | Norbert Herczig           | Ramón Ferencz            | Proformance Service Kft Team Staff House | Toyota GR Yaris Rally2 | P      |        |        |
| 28                  | Martin Vlček              | Jakub Kunst              | Kowax DST Racing                         | Hyundai i20 N Rally2   | P      |        |        |
| 29                  | Dariusz Biedrzyński       | Rafał Fiołek             | Kowax DST Racing                         | Hyundai i20 N Rally2   | M      |        |        |
| 30                  | Daniel Alonso Villarón    | Rubén Arboleya Gutiérrez | Past Racing                              | Ford Fiesta Rally2     | H      |        |        |
| ERC Rally3          |                           |                          |                                          |                        |        |        |        |
| 31                  | Igor Widłak               | Daniel Dymurski          | Grupa PGS RT                             | Ford Fiesta Rally3m    | P      |        |        |
| 32                  | Martin Ravenščak          | Dora Ravenščak           | IK Sport Racing                          | Ford Fiesta Rally3     | P      |        |        |
| 33                  | Hubert Kowalczyk          | Jarosław Hryniuk         | Hubert Kowalczyk                         | Renault Clio Rally3    | P      |        |        |
| 34                  | Tristan Charpentier       | Florian Barral           | Tristan Charpentier                      | Ford Fiesta Rally3     | P      |        |        |
| 35                  | Aleksandar Tomov          | Dimitar Spasov           | Aleksandar Tomov                         | Renault Clio Rally3    | P      |        |        |
| 36                  | Adrian Rzeźnik            | Kamil Kozdroń            | Adrian Rzeźnik                           | Ford Fiesta Rally3     | P      |        |        |
| 37                  | Błażej Gazda              | Michał Jurgała           | Błażej Gazda                             | Renault Clio Rally3    | P      |        |        |
| 38                  | Tymoteusz Abramowski      | Jakub Wróbel             | Tymoteusz Abramowski                     | Ford Fiesta Rally3     | P      |        |        |
| 39                  | Casey Jay Coleman         | Killian McArdle          | Casey Jay Coleman                        | Ford Fiesta Rally3     | P      |        |        |
| 40                  | Adam Grahn                | Maja Bengtsson           | Adam Grahn                               | Ford Fiesta Rally3     | P      |        |        |
| 41                  | Sebastian Butyński        | Łukasz Jastrzębski       | Sebastian Butyński                       | Renault Clio Rally33   | P      |        |        |
| ERC Rally4 i Rally5 |                           |                          |                                          |                        |        |        |        |
| 42                  | Calle Carlberg            | Jørgen Eriksen           | ADAC Opel Rallye Junior Team             | Opel Corsa Rally4      | H      |        |        |
| 43                  | Timo Schulz               | Michael Wenzel           | Timo Schulz                              | Opel Corsa Rally4      | H      |        |        |
| 44                  | Aoife Raftery             | Hannah McKillop          | HRT Racing Kft.                          | Peugeot 208 Rally4     | H      |        |        |
| 45                  | Jaspar Vaher              | Sander Pruul             | Jaspar Vaher                             | Peugeot 208 Rally4     | H      |        |        |
| 46                  | Hubert Laskowski          | Esther Gutiérrez         | Hubert Laskowski                         | Peugeot 208 Rally4     | H      |        |        |
| 47                  | Mark-Egert Tilts          | Rainis Raidma            | Team Estonia Autosport                   | Ford Fiesta Rally4     | H      |        |        |
| 48                  | Sergi Pérez Jr.           | Axel Coronado            | Sergi Pérez Jr.                          | Peugeot 208 Rally4     | H      |        |        |
| 49                  | Maxim Decock              | Tom Buyse                | Maxim Decock                             | Opel Corsa Rally4      | H      |        |        |
| 50                  | Ioan Lloyd                | Sion Williams            | Ioan Lloyd                               | Peugeot 208 Rally4     | H      |        |        |
| 51                  | Craig Rahill              | Conor Smith              | Motorsport Ireland Rally Academy         | Peugeot 208 Rally4     | H      |        |        |
| 52                  | Keelan Grogan             | Ayrton Sherlock          | Motorsport Ireland Rally Academy         | Peugeot 208 Rally4     | H      |        |        |
| 53                  | Francesco Dei Ceci        | Nicolò Lazzarini         | Francesco Dei Ceci                       | Peugeot 208 Rally4     | H      |        |        |
| 54                  | Matteo Doretto            | Andrea Budoia            | Matteo Doretto                           | Peugeot 208 Rally4     | H      |        |        |
| 55                  | Luca Pröglhöf             | Christina Ettel          | ADAC Opel Rallye Junior Team             | Opel Corsa Rally4      | H      |        |        |
| 56                  | Leevi Lassila             | Antti Linnaketo          | IK Sport Racing                          | Opel Corsa Rally4      | H      |        |        |
| 57                  | Simon Andersson           | Jörgen Jönsson           | Simon Andersson                          | Renault Clio Rally4    | H      |        |        |
| 58                  | Tuukka Kauppinen          | Topi Luhtinen            | Tuukka Kauppinen                         | Peugeot 208 Rally4     | H      |        |        |
| 59                  | Tom Kässer                | Stephan Schneeweiß       | Tom Kässer                               | Peugeot 208 Rally4     | H      |        |        |
| 60                  | Kevin Saraiva             | Beatriz Pinto            | Kevin Saraiva                            | Renault Clio Rally4    | H      |        |        |
| 61                  | Tommaso Sandrin           | Andrea Dal Maso          | Tommaso Sandrin                          | Peugeot 208 Rally4     | H      |        |        |
| 62                  | Victor Hansen             | Ditte Kammersgaard       | Victor Hansen                            | Peugeot 208 Rally4     | H      |        |        |
| 63                  | Jordi San Andrés Salvador | Alberto Gil Mora         | RACC Motorsport                          | Peugeot 208 Rally4     | H      |        |        |
| 64                  | Ciprian Lupu              | Vlad Colceriu            | Ciprian Lupu                             | Renault Clio Rally5    | P      |        |        |
| 65                  | Catherine Rădulescu       | Bogdan Minea             | Catherine Rădulescu                      | Renault Clio Rally4    | P      |        |        |
| Inni                |                           |                          |                                          |                        |        |        |        |
| 84                  | Thierry Neuville          | Martijn Wydaeghe         | Hyundai Shell Mobis WRT                  | Hyundai i20 N Rally1   | H      |        |        |
| 85                  | Elfyn Evans               | Scott Martin             | Toyota Gazoo Racing WRT                  | Toyota GR Yaris Rally1 | H      |        |        |

## Zwycięzcy odcinków specjalnych[2]
| Dzień      | Numer odcinka | Godz. | Nazwa odcinka             | Długość  | Zwycięzca odcinka | Samochód              | Lider rajdu      |
| 4 kwietnia |               |       |                           |          |                   |                       |                  |
| ---------- | ------------- | ----- | ------------------------- | -------- | ----------------- | --------------------- | ---------------- |
| 4 kwietnia | SS1           | 20:05 | Córdoba                   | 1.50 km  | Thierry Neuville  | Hyundai i20 N Rally1  | Thierry Neuville |
| 5 kwietnia | SS2           | 10:00 | Obejo 1                   | 6.70 km  | Thierry Neuville  | Hyundai i20 N Rally1  | Thierry Neuville |
| 5 kwietnia | SS3           | 11:05 | Villanueva del Rey 1      | 12.80 km | Thierry Neuville  | Hyundai i20 N Rally1  | Thierry Neuville |
| 5 kwietnia | SS4           | 12:10 | Villaviciosa 1            | 27.19 km | Nikolay Gryazin   | Škoda Fabia RS Rally2 | Thierry Neuville |
| 5 kwietnia | SS5           | 15:10 | Obejo 2                   | 6.70 km  | Thierry Neuville  | Hyundai i20 N Rally1  | Thierry Neuville |
| 5 kwietnia | SS6           | 16:15 | Villanueva del Rey 2      | 12.80 km | Thierry Neuville  | Hyundai i20 N Rally1  | Thierry Neuville |
| 5 kwietnia | SS7           | 17:20 | Villaviciosa 2            | 27.19 km | Nikolay Gryazin   | Škoda Fabia RS Rally2 | Thierry Neuville |
| 6 kwietnia | SS8           | 8:20  | Cerrobejuelas 1           | 19.89 km | Elfyn Evans       | Hyundai i20 N Rally1  | Thierry Neuville |
| 6 kwietnia | SS9           | 9:25  | Pozoblanco — Villaharta 1 | 25.22 km | Elfyn Evans       | Hyundai i20 N Rally1  | Thierry Neuville |
| 6 kwietnia | SS10          | 11:05 | Ermitas — Trassierra 1    | 12.43 km | Nikolay Gryazin   | Škoda Fabia RS Rally2 | Thierry Neuville |
| 6 kwietnia | SS11          | 13:55 | Cerrobejuelas 2           | 19.89 km | Thierry Neuville  | Hyundai i20 N Rally1  | Thierry Neuville |
| 6 kwietnia | SS12          | 15:00 | Pozoblanco — Villaharta 2 | 25.22 km | Thierry Neuville  | Hyundai i20 N Rally1  | Thierry Neuville |
| 6 kwietnia | SS13          | 17:05 | Ermitas — Trassierra 2    | 12.43 km | Andrea Mabellini  | Škoda Fabia RS Rally2 | Nikolay Gryazin  |

## Wyniki końcowe rajdu
W klasyfikacji ERC dodatkowe punkty przyznawane są za odcinek Power Stage
| Poz.                   | Nr                     | Kierowca               | Pilot                  | Zespół                 | Samochód               | Opony                  | Czas                   | Strata                 | Punkty                 |
| Klasyfikacja generalna | Klasyfikacja generalna | Klasyfikacja generalna | Klasyfikacja generalna | Klasyfikacja generalna | Klasyfikacja generalna | Klasyfikacja generalna | Klasyfikacja generalna | Klasyfikacja generalna | Klasyfikacja generalna |
| ---------------------- | ---------------------- | ---------------------- | ---------------------- | ---------------------- | ---------------------- | ---------------------- | ---------------------- | ---------------------- | ---------------------- |
| 1                      | 11                     | Nikolay Gryazin        | Konstantin Aleksandrov | J2X Rally Team         | Škoda Fabia RS Rally2  | M                      | 2:01:49.5              | -                      |                        |
| 2                      | 7                      | Yoann Bonato           | Benjamin Boulloud      | Yoann Bonato           | Citroën C3 Rally2      | M                      | 2:02:35.5              | 46.0                   |                        |
| 3                      | 12                     | José Antonio Suárez    | Alberto Iglesias Pin   | Recalvi Team           | Škoda Fabia RS Rally2  | M                      | 2:03:14.3              | 1:24.8                 |                        |
| 4                      | 3                      | Andrea Mabellini       | Virginia Lenzi         | Andrea Mabellini       | Škoda Fabia RS Rally2  | P                      | 2:03:27.1              | 1:37.6                 |                        |
| 5                      | 2                      | Mikołaj Marczyk        | Szymon Gospodarczyk    | Mikołaj Marczyk        | Škoda Fabia RS Rally2  | M                      | 2:03:51.7              | 2:02.2                 |                        |
| 6                      | 86                     | Javier Pardo Siota     | David de La Puente     | Recalvi Team           | Škoda Fabia RS Rally2  | M                      | 2:03:54.3              | +2:04.8                |                        |
| 7                      | 20                     | Pepe López             | David Vázquez          | Hyundai Motor España   | Hyundai i20 N Rally2   | P                      | 2:04:28.1              | 2:38.6                 |                        |
| 8                      | 17                     | Mille Johansson        | Johan Grönvall         | Mille Johansson        | Škoda Fabia Rally2 evo | H                      | 2:04:40.6              | 2:51.1                 |                        |
| 9                      | 6                      | Mads Østberg           | Torstein Eriksen       | TRT Rally Team         | Citroën C3 Rally2      | M                      | 2:04:49.6              | 3:00.1                 |                        |
| 10                     | 19                     | Stéphane Lefebvre      | Andy Malfoy            | Team MRF Tyres         | Hyundai i20 N Rally2   | MR                     | 2:05:35.8              | 3:46.3                 |                        |
| 11                     | 8                      | Simon Wagner           | Hanna Ostlender        | Kowax DST Racing       | Hyundai i20 N Rally2   | M                      | 2:05:39.8              | 3:50.3                 |                        |
| 12                     | 67                     | Álvaro Muñiz           | Ariday Bonilla         | Citroën Rally Team     | Citroën C3 Rally2      | P                      | 2:05:40.1              | 3:50.6                 |                        |
| 13                     | 14                     | Jakub Matulka          | Damian Syty            | Jakub Matulka          | Škoda Fabia RS Rally2  | M                      | 2:06:52.9              | 5:03.4                 |                        |
| 14                     | 26                     | Roberto Blach Jr.      | Mauro Barreiro         | Roberto Blach Jr.      | Škoda Fabia RS Rally2  | P                      | 2:06:57.9              | 5:08.4                 |                        |
| 15                     | 23                     | Jos Verstappen         | Renaud Jamoul          | Jos Verstappen         | Škoda Fabia RS Rally2  | P                      | 2:07:15.3              | 5:25.8                 |                        |
| Klasyfikacja ERC       |                        |                        |                        |                        |                        |                        |                        |                        |                        |
| 1                      | 11                     | Nikolay Gryazin        | Konstantin Aleksandrov | J2X Rally Team         | Škoda Fabia RS Rally2  | M                      | 2:01:49.5              | -                      | 30+4                   |
| 2                      | 7                      | Yoann Bonato           | Benjamin Boulloud      | Yoann Bonato           | Citroën C3 Rally2      | M                      | 2:02:35.5              | 46.0                   | 24+2                   |
| 3                      | 12                     | José Antonio Suárez    | Alberto Iglesias Pin   | Recalvi Team           | Škoda Fabia RS Rally2  | M                      | 2:03:14.3              | 1:24.8                 | 21+ 1                  |
| 4                      | 3                      | Andrea Mabellini       | Virginia Lenzi         | Andrea Mabellini       | Škoda Fabia RS Rally2  | P                      | 2:03:27.1              | 1:37.6                 | 19+5                   |
| 5                      | 2                      | Mikołaj Marczyk        | Szymon Gospodarczyk    | Mikołaj Marczyk        | Škoda Fabia RS Rally2  | M                      | 2:03:51.7              | 2:02.2                 | 17+3                   |
| 6                      | 20                     | Pepe López             | David Vázquez          | Hyundai Motor España   | Hyundai i20 N Rally2   | P                      | 2:04:28.1              | 2:38.6                 | 15                     |
| 7                      | 17                     | Mille Johansson        | Johan Grönvall         | Mille Johansson        | Škoda Fabia Rally2 evo | H                      | 2:04:40.6              | 2:51.1                 | 13                     |
| 8                      | 6                      | Mads Østberg           | Torstein Eriksen       | TRT Rally Team         | Citroën C3 Rally2      | M                      | 2:04:49.6              | 3:00.1                 | 11                     |
| 9                      | 19                     | Stéphane Lefebvre      | Andy Malfoy            | Team MRF Tyres         | Hyundai i20 N Rally2   | MR                     | 2:05:35.8              | 3:46.3                 | 9                      |
| 10                     | 8                      | Simon Wagner           | Hanna Ostlender        | Kowax DST Racing       | Hyundai i20 N Rally2   | M                      | 2:05:39.8              | 3:50.3                 | 7                      |
| 11                     | 14                     | Jakub Matulka          | Damian Syty            | Jakub Matulka          | Škoda Fabia RS Rally2  | M                      | 2:06:52.9              | 5:03.4                 | 5                      |
| 12                     | 26                     | Roberto Blach Jr.      | Mauro Barreiro         | Roberto Blach Jr.      | Škoda Fabia RS Rally2  | P                      | 2:06:57.9              | 5:08.4                 | 4                      |
| 13                     | 23                     | Jos Verstappen         | Renaud Jamoul          | Jos Verstappen         | Škoda Fabia RS Rally2  | P                      | 2:07:15.3              | 5:25.8                 | 3                      |
| 14                     | 25                     | Unai de la Dehesa      | Daniel Sosa Ojeda      | Citroën Rally Team     | Citroën C3 Rally2      | P                      | 2:08:48.8              | 6:59.3                 | 2                      |
| 15                     | 24                     | András Hadik           | István Juhász          | András Hadik           | Ford Fiesta Rally2     | P                      | 2:09:46.5              | 7:57.0                 | 1                      |

## Klasyfikacja ERC po 1 rundzie
Punkty w klasyfikacji generalnej ERC otrzymuje 15 pierwszych zawodników, którzy uczestniczą w programie ERC i w ukończą wyścig, punktowanie odbywa się według klucza:
| Miejsce2 | 1  | 2  | 3  | 4  | 5  | 6  | 7  | 8  | 9 | 10 | 11 | 12 | 13 | 14 | 15 |
| Punkty   | 30 | 24 | 21 | 19 | 17 | 15 | 13 | 11 | 9 | 7  | 5  | 4  | 3  | 2  | 1  |

Dodatkowo punktowany jest ostatni odcinek rajdu, tzw. Power Stage, według klucza 5-4-3-2-1. W tabeli podano, które miejsce zajął zawodnik w rajdzie, a w indeksie górnym które miejsce zajął na Power Stage. 
| Poz | Kierowca            | ESP | HUN | SWE | POL | ITA | CZE | GBR | HRV | Punkty | 7 naj |
| --- | ------------------- | --- | --- | --- | --- | --- | --- | --- | --- | ------ | ----- |
| 1   | Nikolay Gryazin     | 12  |     |     |     |     |     |     |     | 34     | 34    |
| 2   | Yoann Bonato        | 24  |     |     |     |     |     |     |     | 26     | 26    |
| 3   | Andrea Mabellini    | 41  |     |     |     |     |     |     |     | 24     | 24    |
| 4   | José Antonio Suárez | 35  |     |     |     |     |     |     |     | 22     | 22    |
| 5   | Mikołaj Marczyk     | 53  |     |     |     |     |     |     |     | 20     | 20    |
| 6   | Pepe López          | 6   |     |     |     |     |     |     |     | 15     | 15    |
| 7   | Mille Johansson     | 7   |     |     |     |     |     |     |     | 13     | 13    |
| 8   | Mads Østberg        | 8   |     |     |     |     |     |     |     | 11     | 11    |
| 9   | Stéphane Lefebvre   | 9   |     |     |     |     |     |     |     | 9      | 9     |
| 10  | Simon Wagner        | 10  |     |     |     |     |     |     |     | 7      | 7     |
| 11  | Jakub Matulka       | 11  |     |     |     |     |     |     |     | 5      | 5     |
| 12  | Roberto Blach Jr.   | 12  |     |     |     |     |     |     |     | 4      | 4     |
| 13  | Jos Verstappen      | 13  |     |     |     |     |     |     |     | 3      | 3     |
| 14  | Unai de La Dehesa   | 14  |     |     |     |     |     |     |     | 2      | 2     |
| 15  | András Hadik        | 15  |     |     |     |     |     |     |     | 1      | 1     |

| Kolor     | Opis                   |
| --------- | ---------------------- |
| Złoty     | Zwycięzca              |
| Srebrny   | 2. miejsce             |
| Brązowy   | 3. miejsce             |
| Zielony   | Punktowane miejsce     |
| Niebieski | Ukończył nie punktował |
| Fioletowy | Nie ukończył NU        |
| Czarny    | Wykluczony X           |
| Biały     | Nie wystartował NW     |
| Puste     | Nie brał udziału       |